# Тиграй
Тиграй (амх. ትግራይ ክልል) — один з дев'яти регіонів Ефіопії, раніше відомий як Регіон 1. Адміністративний центр — місто Мекеле. Межує з Еритреєю на півночі, з Суданом — на заході, на сході — з регіоном Афар і з регіоном Амхара — на півдні.
Крім адміністративного центру — міста Мекеле, великими містами є: Адіграт, Адуа та Аксум.

## Історія
4 листопада 2020 року в регіоні почався Збройний конфлікт у Тиграї

## Населення
За даними перепису 2007 р. населення регіону становить 4 314 456 осіб, міське населення — 19,53 %. Середня густота населення становить 50,54 осіб/км². На території регіону налічується 985 654 окремих господарства, таким чином, припадає у середньому 4,4 людини на одне господарство (3,4 людини у міського населення і 4,6 осіб — у сільського).
Близько 96,55 % населення належать до народу тиграї. Інші етнічні групи включають амхарців (1,63 %), сахо (0,71 %), афар (0,29 %), оромо (0,17 %) та ін. 95,6 % населення — православні християни, 4 % — мусульмани, 0,4 % — католики і 0,1 % — протестанти. За даними минулого перепису (1994 р.) населення складало 3 136 267 осіб, міське населення — близько 14 %.
За даними на 2004 рік, 53,99 % населення мають доступ до чистої питної води. Рівень грамотності становить 67,5 % для чоловіків і 33,7 % для жінок. Рівень дитячої смертності — 67 на 1000 народжених (що нижче середнього по країні показника — 77 на 1000).

## Адміністративний поділ
- Центральна зона (Mehakelegnaw Zone)
- Східна зона (Misraqawi Zone)
- Мекеле (Mekele)
- Південна зона (Debubawi Zone)
- Західна зона (Mi'irabawi Zone)

## Сільське господарство
За даними на 2005 рік у регіоні налічується 2 713 750 голів великої рогатої худоби (7 % від загального числа в Ефіопії), 72 640 овець, 208 970 кіз, 1200 коней, 9190 мулів, 386 600 ослів, 32 650 верблюдів.